# Sexuell frustration
Sexuell frustration är ett tillstånd som uppstår när en individ vill ha sexuell aktivitet (med någon, några eller sig själv) men inte kan få det, eller få önskad effekt eller resultat. Sexuell frustration är en naturlig, vanlig känsla, som kan påverka alla, och inte bara de med en hög sexlust. Faktorer som kan påverka det är sexuell inaktivitet eller otillfredsställelse, eller sexuell dysfunktion, exempelvis impotens.
Symtom kan vara överdriven sexuell upphetsning och frustration, ofta dagdrömma om sex, se mycket på porrfilm, göra mer riskfyllda aktiviteter för att  kompensera sexuella känslor. Även att man känner sig irriterad och rastlös och masturberar mindre kan vara symptom.
Denna frustration kan leda till negativa hälsoeffekter exempelvis ilska, ångest och depression.